# 藤谷美紀
藤谷 美紀（ふじたに みき、1973年9月15日 - ）は、日本の女優である。かつてはオスカープロモーションに所属していた。愛知県名古屋市出身。身長162cm、足のサイズ23cm。

## 人物
椙山女学園中学校（2年生の1学期まで在学）を経て、日出女子学園中学・高校卒業。高校の同級生には、三浦理恵子・田山真美子・亜里香・磯崎亜紀子・美栞了（旧芸名：古柴香織）らがいる。
主に女優として活動。

### 経歴
名古屋市の中学校2年生だった1987年（昭和62年）、オーディション企画・第1回「全日本国民的美少女コンテスト」でグランプリを受賞し、14歳で芸能界デビューした。コンテストへの応募のきっかけは、グランプリ副賞の出演映画で仲村トオルと共演できるから、とのこと。歌唱審査では小泉今日子「木枯らしに抱かれて」を歌う。1988年4月5日にはシングル『転校生』で歌手デビュー。当時の同期歌手デビューではWink 、高岡早紀、田中律子、西田ひかるなどがいる。その後は女優としてドラマや舞台、映画を中心に活動している。

### 私生活
趣味は水彩画など、絵を描くこと。ヘタウマな作風の4コマ漫画で、月2回刊時代の小学館「ヤングサンデー」での連載経験もある。また、陸亀を飼育している。また家電量販店に行く事も好きだという。
2012年11月上旬に一般男性と結婚、さらに妊娠8カ月であることが判明。2013年2月13日、男児を出産。なお出産時期がよかったためか、2013年の『狩矢父娘シリーズ』は例年通りの時期 に撮影・放送された。2015年3月29日、第2子となる女児を出産（体重は第1子の長男と同じ3030グラム）。その第2子妊娠については公表しなかった。

### 芸名
藤谷美紀という芸名は、後藤久美子の「藤」と、美少女コンテスト出身である証としての「美」とを本名の一部に付け加えたものである。所属事務所の先輩だった後藤久美子のニックネームであるゴクミを真似て、“フジミ”と呼ばれることがあったが、この愛称は流行らなかった。
名古屋市で開催される世界デザイン博覧会（1989年）で上映予定の映像『グーバルピス・インナーズの冒険旅行』の撮影中にそのスタジオで火災（日活の撮影所で出火、消防第3出場（10台前後）が発令される騒ぎになった）が起き、宙吊りの状態であったために脱出が多少遅れたが、多少煙を吸っただけで火傷などの外傷は殆どなく、新聞などで「本当に“フジミ”（不死身）だ」との内容で書かれた事があった。

### その他
宣材写真は1999年春を最後に更新が止まっている（それ以前は約2年毎に更新されていた）。そのため40代後半に入っても25歳当時の写真が使われる状況となっている（例えば2017年開催の「第15回全日本国民的美少女コンテスト」ポスターなど）。
所属俳優の大河ドラマ出演に積極的なオスカープロモーション所属ではあるが、藤谷は大河ドラマ未経験である（連続テレビ小説には2度出演）。

## 出演
太字はヒロイン。

### 映画
- ラブ・ストーリーを君に（1988年、東映）
- アナザー・ウェイ ―D機関情報―（1988年、東宝） - 海軍軍令部長秘書官 役
- ガラスの中の少女（1988年、東映） - 広田悦子 役
- のぞみ♡ウィッチィズ（1990年、松竹） - 主演・江川望 役
- わが愛の譜 滝廉太郎物語（1993年、東映） - 芙美 役
- 女ざかり（1993年、松竹）
- ねじ式（1998年） - 国子（主人公ツベの妻） 役
- SADA〜戯作・阿部定の生涯（1998年）
- ムルデカ17805（2001年、東宝） - 宮田早苗 役
- 草の乱（2004年、映画「草の乱」製作委員会） - 井上こま 役
- 日本の青空（2007年） - 鈴木俊子 役
- ふみ子の海（2007年） - 淡路チヨ 役

### テレビドラマ
- 水曜グランドロマン リトルボーイ・リトルガール（1989年8月2日、日本テレビ系列）
- 連続テレビ小説（NHK）
  - 凛凛と（1990年4月2日 - 9月29日） - 岡部タマ 役
  - ひまわり（1996年4月1日 - 10月5日）
- 和宮様御留（1991年1月1日、テレビ朝日系列） - 和宮 役
- 赤頭巾快刀乱麻（1991年4月5日 - 8月2日、NHK総合） - きく役
- 女子高生!キケンなアルバイト（1991年9月10日 - 24日、TBS系列） - 主演・笹山葉月 役
- はだかの刑事 第1 - 16話（1993年1月8日 - 5月21日、日本テレビ系列） - 矢口あき 役
- 列島ドラマシリーズ1 魚のように（1993年3月28日、NHK総合、NHKスペシャル、【W主演：高岡早紀】） - 主演・君子 役[6]
- ドラマ新銀河（NHK）
  - 欅通りの人びと（1994年） - 岩崎ルミ 役
- 土曜ワイド劇場（テレビ朝日系列）
  - 尼さん探偵事件帖5 「日光・川治温泉殺人事件」（1994年4月23日）
  - はみだし弁護士・巽志郎1 「競馬場ギャル殺人事件!」（1996年2月24日）
  - 女事件記者、冴子の危険な殺人取材（1999年8月7日） - 阿仁屋可奈子 役
  - 殺人披露宴 東京湾船上挙式で花嫁が投身自殺!（1999年9月11日） - 主演・寿かおる（結婚相談所の社長）役
  - 山村美紗サスペンス 狩矢父娘シリーズ（2000年 - 2020年、【W主演：田村亮】） - 主演・狩矢和美 役
    1. 京都貴船川殺人事件（2000年10月28日）
    2. 京都〜札幌雪まつり連続殺人事件（2002年3月30日）
    3. 京都紅葉寺殺人事件（2002年11月23日）
    4. 京都祇園殺人事件（2003年6月14日）
    5. 京都祇園祭り殺人事件（2004年8月14日）
    6. 花の棺（2005年4月2日）
    7. 京都花の艶殺人事件（2006年4月8日）
    8. 京都・花見小路殺人事件（2007年4月7日）
    9. 京料理殺人事件（2008年5月24日）
    10. 京都・お茶会殺人事件（2009年5月2日）
    11. 京都・美人女優連続殺人事件（2010年4月24日）
    12. 京都・竜の寺密室殺人（2011年2月8日）
    13. 京都・嵯峨野トロッコ列車殺人事件（2011年10月22日）
    14. 京都・華やかな密室殺人事件（2012年10月6日）
    15. 京都グルメツアー殺人事件!（2013年10月5日）
    16. 京都・嵐山〜鵜飼い殺人事件!（2014年8月30日）
    17. 京都・開運ツアー殺人事件!（2016年1月30日）
    18. 京都～神戸プロポーズ殺人事件（2017年3月23日）
    19. 京都・どうぶつツアー殺人事件（2017年9月24日）
    20. 京都俳句ツアー殺人事件（2020年2月23日）

  - 行きずりの街 名門女子学園スキャンダル（2000年9月23日【主演：水谷豊】） - 手塚雅子（主人公の元妻） 役
  - 西村京太郎トラベルミステリー46 「秋田新幹線・こまち連続殺人」（2006年7月1日、土曜ワイド劇場30周年特別企画「西村京太郎SP!」） - 戸塚由美（クラブのホステス）役
  - 内田康夫サスペンス・福原警部シリーズ（2009年 - 2014年、テレビ朝日系列、土曜ワイド劇場） - 椿和美（刑事） 役
    - 内田康夫サスペンス・福原警部（2009年6月6日）
    - 内田康夫サスペンス・福原警部2（2010年6月5日）
    - 内田康夫サスペンス・福原警部3（2011年4月23日）
    - 内田康夫サスペンス・福原警部4（2012年4月14日）
    - 内田康夫サスペンス・福原警部5（2014年9月20日）

  - 西村京太郎トラベルミステリー55 「寝台特急カシオペア殺人事件」（2010年11月27日、テレビ朝日系列、土曜ワイド劇場） - 大山アキ 役
- 月曜ドラマスペシャル（TBS系列）
  - 猫魔に消えた花嫁（1995年5月22日、【共演：三田村邦彦】） - 主演・石神あけみ（アイドル歌手）役
  - 浅見光彦シリーズ6 「小樽殺人事件」（1996年4月1日）
  - 十津川警部シリーズ17「越後・会津殺人ルート」（1997年7月5日） - ひろみ（カメラマン）役
- ドラマ30（MBS・TBS系列）
  - 命つないで（1996年8月5日 - 9月27日）
  - 車いすの金メダル（1998年2月2日 - 3月27日） - 主演・和 役
- 金曜エンタテイメント（フジテレビ系列）
  - 戦後50年特別企画 女たちの戦争 忘れられた戦後史 進駐軍慰安命令（1995年8月18日） - 牧島文 役
  - 腕まくり看護婦物語5 熱情編（1996年4月19日）
  - 京都祇園入り婿刑事事件簿シリーズ（1997年 - 2005年、【W主演：三田村邦彦】） - 主演・三村冴子 役
    - 京都祇園入り婿刑事事件簿（1997年5月9日）
    - 京都祇園入り婿刑事事件簿2（1997年10月3日）
    - 京都祇園入り婿刑事事件簿3（1998年4月17日）
    - 京都祇園入り婿刑事事件簿4（1999年1月29日）
    - 京都祇園入り婿刑事事件簿5（1999年7月23日）
    - 京都祇園入り婿刑事事件簿6（2000年1月21日）
    - 京都祇園入り婿刑事事件簿7（2000年12月1日）
    - 京都祇園入り婿刑事事件簿8（2001年6月8日）
    - 京都祇園入り婿刑事事件簿9（2002年5月3日）
    - 京都祇園入り婿刑事事件簿10（2003年5月9日）
    - 京都祇園入り婿刑事事件簿11（2004年4月16日）
    - 京都祇園入り婿刑事事件簿12（2005年7月29日）

  - 名古屋嫁入り物語9（1997年7月4日）
  - 浅見光彦シリーズ6 「漂泊の楽人 -越後・沼津殺人事件-」（1998年7月17日） - 漆原肇子 役
  - 浅見光彦シリーズ20 「化生の海〜北前船殺人事件〜」（2005年1月14日） - 三井所園子（ウイスキー醸造所の案内ガイド）役
  - 津軽海峡ミステリー4 「函館〜青森殺人海道」（2005年3月11日） - 市原瑞穂 役
  - 松本清張スペシャル 黒い樹海（2005年10月21日） - 笠原信子 役
- 衛星ドラマ劇場 櫂（1999年5月6日・13日、NHK-BS2）- 巴吉 役[7]
- 火曜サスペンス劇場 追跡6 「コンビニ強盗殺人犯が遺した花片の謎」（1999年9月21日、日本テレビ系列） - 桑田真弓 役
- はぐれ刑事純情派・第13シリーズ「妊娠3ヶ月の投身自殺!?神田川を唄う女」（2000年4月19日、テレビ朝日 / 東映） - 三島千恵 役
- 女と愛とミステリー（テレビ東京系列）
  - 山村美紗サスペンス 京都・芸妓殺人事件「不倫調査員・片山由美3」（2002年5月1日） - 三村麻知子（由美の姪で上司と不倫をしていたOL）役
  - みの刑事の愛の事件簿大作戦（2003年1月15日） - 蓑谷葉子（みのもんた演ずる蓑谷覚三の娘）役
  - 警部補 鳴沢了「破弾」（2005年3月13日、テレビ東京系列、女と愛とミステリー） - 小野寺冴（新人刑事） 役
- 新・愛の嵐（2002年7月1日 - 9月28日、東海テレビ・フジテレビ系列） - 主演・三枝ひかる 役
- 女と男と物語 Episode3「密室で始まる恋」（2003年1月25日、朝日放送） - 主演・竹内彩 役
- ブラックジャックによろしく〜涙のがん病棟編〜（2004年1月3日、TBS系列） - 児玉典子 役
- 月曜ミステリー劇場（TBS系列）
  - 東京地検特捜部・教授検事（2004年8月9日） - 姫野美佐子（新聞記者）役
  - 十津川警部シリーズ35 「金沢加賀殺意の旅」（2005年7月4日） - 北川美雪（旅館の若女将）役
- 盤嶽の一生 第9話「げんこつ親分」（2005年5月9日、時代劇専門チャンネル） - おさわ
- 水曜ミステリー9（テレビ東京系列）
  - 警視庁黒豆コンビ2「蒼い霧」（2006年2月1日） - 秦野史子（史学研究室助手）役
  - 偽証法廷（2012年4月4日） - 大場久美子 役
  - 捜査検事・近松茂道12 「新潟〜佐渡殺人航路」（2012年8月22日） - 香川百合子 役
  - 鉄道警察官・清村公三郎11 「房総ローカル列車殺人レール 妖刀村正の呪い」（2014年10月1日） - 坂上莉緒 役
  - 湯けむりドクター華岡万里子の温泉事件簿3 「狐の嫁入り」（2007年11月7日） - 森山朝美 役
- 月曜ゴールデン（TBS系列）
  - サスペンス特別企画 黙秘（2006年8月14日） - 美里（法廷書記官）役
  - おふくろ先生のゆうばり診療日記（2008年2月25日） - 立花りえ子 役
  - 十津川警部シリーズ42 「九州ひなの国殺人ルート」（2009年9月28日） - 岩村妙子（フリーライター） 役
- 渡る世間は鬼ばかり　第9シリーズ（2008年4月3日 - 2009年3月26日、TBS系列） - ナンシー 役
- 水戸黄門 最終回スペシャル（2011年12月19日、TBS系列） - 深雪 役
- コールドケース2 〜真実の扉〜（2018年12月1日、WOWOW）

### テレビ番組
- まんがで読む古典『更級日記』（1989年、NHK） - 菅原孝標女 役
- 総天然色バラエティー 北野テレビ（1989年、TBS）

### ラジオ番組
- ラジオガルーダばりばりマッシュルーム（1988年10月 - 1989年4月、ニッポン放送） - 木曜パートナー
- 藤谷美紀 天使はフ・ジ・ミ（1988年10月 - 1991年3月、ラジオ番組制作プロ制作 山陽放送、熊本放送、宮崎放送、茨城放送、ラジオ関西、山梨放送、福井放送 各局で放送）
- 藤谷美紀の♡に落書き（1989年4月 - 9月、FM新潟）
新潟県の提供による番組だったため「県からのお知らせ」の時間があり、そのお知らせのアナウンスも藤谷自ら務めていた[8]。
- おちゃめな夜だよいたずらレモン（1989年4月 - 1990年3月、ニッポン放送） - 小高恵美、高岡早紀と共演

### 舞台
- 放浪記（1996年・1999年・2002年・2004年） - 悠起 役 ※スケジュールの都合で出演しなかった公演もあり
- 黒蜥蜴
- アマデウス - コンスタンツェ・モーツァルト 役
- 魔界転生（松竹、2006年9月2日 - 26日、於・新橋演舞場）
- 憑神（2007年9月、於・新橋演舞場） - 井上八重 役
- 華々しき一族（2008年11月 - 12月、於・ル テアトル銀座ほか全国公演） - 美伃 役
- 細雪（東宝、2010年1月2日 - 28日、於・明治座） - 四女・妙子 役
- 夢の裂け目（2010年4月8日 - 28日、於・新国立劇場 小劇場）

### CM
- カネボウホームプロダクツ（1988年）
『エクシー』
- 日本道路公団 『ハイウェイカード』（1988年）
- NTT（1988年、1990年 - 1991年）
『ポケットベル』
『携帯電話』
「キャプテン通信」（1988年）
「100年目の電話生活」（1990年 - 1991年） 薬師丸ひろ子・緒形直人・中井貴一ほかと共演[9]
- 牛乳石鹸（1989年 - 1991年）
『DayUp』 細川直美と共演
- 長沼静きもの学院（1991年）
- 花王『ソフィーナ』（1993年）
- ハウス食品（2000年 - 2006年）
『北海道シチュー』
- 新日本製薬（2009年 - ）
『ラフィネパーフェクトワン』

### アニメ
- ストリートファイターII MOVIE（1994年） - 春麗 役
- るろうに剣心 -明治剣客浪漫譚-（1996年 - 1998年） - 神谷薫 役
- るろうに剣心 -明治剣客浪漫譚- 新京都編（2012年） - 神谷薫 役[10]

### ゲーム
- るろうに剣心 -明治剣客浪漫譚- 十勇士陰謀編（1997年） - 神谷薫 役
- るろうに剣心 -明治剣客浪漫譚- 再閃（2011年） - 神谷薫 役
- るろうに剣心 -明治剣客浪漫譚- 完醒（2012年） - 神谷薫 役[11]
- 共闘ことばRPG コトダマン（2020年） - 神谷薫 役

### 吹き替え
- 赤毛のアン（アン・シャーリー〈ミーガン・フォローズ〉）※フジテレビ版
- 続・赤毛のアン（アン・シャーリー〈ミーガン・フォローズ〉）※フジテレビ版

## 作品（音楽・出版物）

### シングル
| 枚  | 発売日         | タイトル                               | 規格品番 | B面                        |
| --- | -------------- | -------------------------------------- | -------- | -------------------------- |
| 1st | 1988年4月5日   | 転校生                                 |          | 「ウインクのシャッター」   |
| 2nd | 1988年7月6日   | 応援してるからね                       |          | 「夏休み」                 |
| 3rd | 1988年9月7日   | たったひとりの神さま                   |          | 「わたしぽっち」           |
| 4th | 1989年1月25日  | 微成年                                 |          | 「世界中の時計を止めて」   |
| 5th | 1989年5月25日  | 君の名前                               |          | 「君の涙ならいいよ」       |
| 6th | 1989年10月25日 | いちばん輝いてね                       |          | 「青春のクラクション」     |
| 7th | 1990年2月25日  | BELIEVE IN MYSELF                      |          | 「いろんな心」             |
| 8th | 1990年10月25日 | 木綿のハンカチーフ                     |          | 「ロッヂで待つクリスマス」 |
| 9th | 1991年10月25日 | Silent Love 〜ひと月はやいクリスマス〜 |          | 「みどりの季節」           |

### アルバム
| 枚           | 発売日         | タイトル                        | 規格品番 |
| ------------ | -------------- | ------------------------------- | -------- |
| 1st          | 1988年8月25日  | ファンデーション                |          |
| 2nd          | 1989年4月10日  | Roomy                           |          |
| 3rd          | 1989年11月10日 | In Season                       |          |
| コンプリート | 2015年8月19日  | 転校生 コンプリート・シングルス |          |

### 写真集
- リリック（1988年7月、近代映画社、撮影：鯨井康雄）ISBN 978-4764815193
- リリック2（1989年8月、近代映画社、撮影：鯨井康雄）ISBN 978-4764816299
- labyrinth（1993年12月、竹書房、撮影：飯田雅裕）ISBN 978-4884752385
- イマージュ（1995年2月、ワニブックス、撮影：水谷充）ISBN 978-4847023873

### 書籍
- 藤谷美紀が着る10号針以上で編む私のセーター（1991年、ブティック社）
- 東海再見 わが街の思い出を訪ねて（2004年、風媒社）

### ビデオ / LD
- ETUDIANTE
- new seme ster